# Akustisk impedans
Akustisk impedans är hur mycket rörelse en ljudvåg skapar på material. Rörelse betyder att ljudvågen fortsätter i det nya materialet. Är det skillnad mellan två olika medium kommer en del av ljudvågen att reflekteras. Ju större skillnad det är mellan medierna desto mer ljud reflekteras.

## Användning

### Medicin

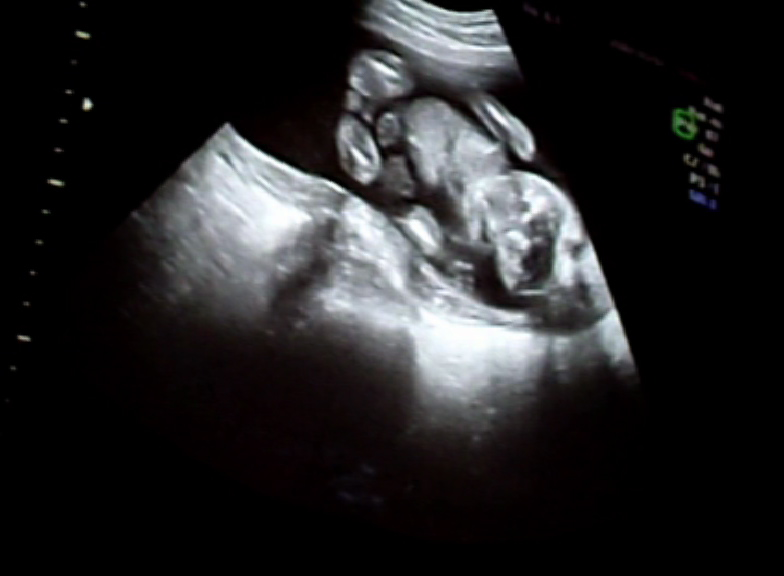
Foster sett med hjälp av ultraljud.

Inom medicin används den akustiska impedansen vid exempelvis sonografi och ultraljudundersökning för att skapa medicinska bilder.

### Skogsbruk
Genom att med ultraljud mäta reflektioner från träd kan man upptäcka om de har röta eftersom den akustiska impedansen sänker ultraljudsignalens hastighet i trädet.

### Akustik
Inom musiken och akustiken är den akustiska impedansen viktig vid till exempel placering av högtalare i rum för bästa ljudåtergivning.
Vid ljudisolering är det extra viktigt att täta nära, eller vid, hörnen eftersom ljud som läcker in där lättare sprids över hela rummet.